# Have I Been Pwned?

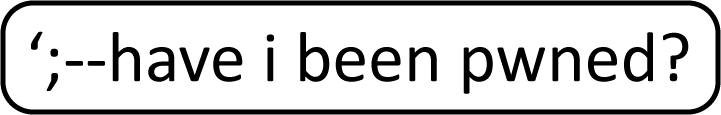
Logotyp.

Have I Been Pwned? (HIBP) är en webbtjänst som visar om användare av internettjänster fått sina användaruppgifter läckta. Tjänsten lanserades 4 december 2013 av den australiske säkerhetsexperten Troy Hunt. Han skapade tjänsten efter att ha insett hur vanligt det är att folk använder samma lösenord på flera olika tjänster och därför är sårbara för att bli hackade.
HIBP skapar sin databas med nästan 8 miljarder konton genom att samla in och analysera innehållet i databaser som återfinns på Darknet. På Darknet säljs mejladresser och lösenord och den största samlingen av mailadresser som upptäckts där bestod av 773 miljoner mejladresser.
Användare av HIBP behöver ange sin mailadress varpå tjänsten kan ange om den förekommit i någon läcka.
Namnet Have I Been Pwned? betyder ungefär Har jag blivit ägd? "Ägd" är i sammanhanget hackarjargong och innebär att man är bättre än någon annan på något datorrelaterat.